# Пхра-Махатхат
Пхра-Махатхат (тайск. วัดมหาธาตุ — «Храм Махатхат» или «Храм Великой Реликвии») — знаменитый храм в Аютии, столице Сиама с 1350 по 1767 год. Знаменит благодаря голове Будды, как считается, опутанной и вытащенной из земли корнями дерева. Не путать с храмом Махатхат в Бангкоке.

## История
Строительство храма было начато архитектором Махатхера Тхаммаканлаян в правление короля Боромарачи I в 1374 году, но было закончено только при короле Рамесуане. При короле Сонгтаме главный пранг разрушился. Пранг был восстановлен при короле Прасатхонге и стал значительно выше. Ват Махатхат был отремонтирован снова при короле Боромакоте, когда четыре открытых галереи были добавлены к главному прангу. Это был королевский монастырь, служивший резиденцией главы Сангхи — сообщества буддистских монахов Камаваси с начала строительства. В 1767 году, когда Аютия была разрушена бирманцами, этот храм был сожжён и с того времени остаётся в том же состоянии.

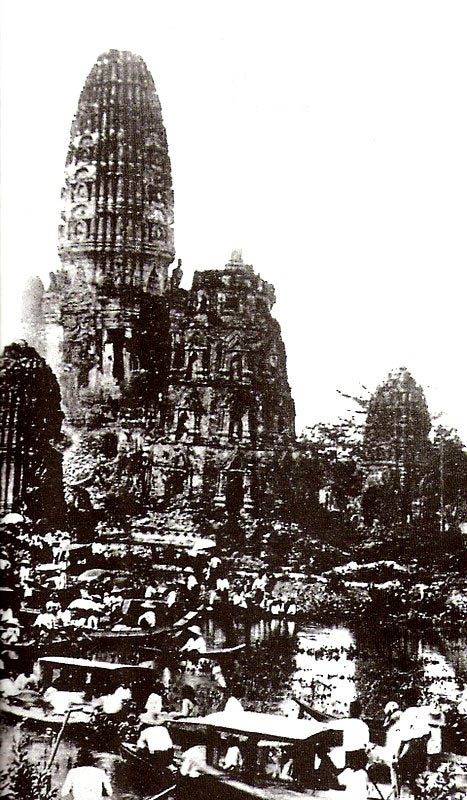
Храм Махатхат во «Времена Рамы V»

В Ват Махатхат обычно хранилась необычная статуя Будды, сидящего на троне, сделанного из зелёного камня. В период Раттанакосин — король Рама III перенёс эту статую в Ват Нефрамеру. В правление Короля Рамы VI, приблизительно в 1911 году, главный пранг храма снова рухнул и любители лёгкой наживы попытались найти зарытые сокровища. Только в 1956 году Департамент прекрасных искусств предпринимает раскопки вокруг центрального пранга, где реликвии должны были сохраниться. Реликвии Будды были найдены в ступе, которая являлась семиэтажной гробницей. Были обнаружены также статуи Будды, исполненные по обету таблетки, шкатулки в форме рыб с отделкой и золотые мемориальные доски в форме животных. Весь этот антиквариат теперь находится в Национальном Музее Чао Сам Прайя.

## Голова Будды
Документальные упоминания об истории головы Будды в корнях дерева отсутствуют, но существует два основных предположения. Первое, что когда Аютия была захвачена бирманской армией в 1767, храм Ват Махатхат был полностью разрушен и большинство статуй были разбиты и повалены на землю. Храм был покинутым более ста лет, и на месте, где лежала голова, выросло дерево, корнями вытащив её наружу. Второе предположение, что грабитель, пытаясь украсть голову, из-за веса не смог перенести её через стену и оставил там, пока дерево не охватило голову своими корнями, как мы это видим в настоящее время. Теперь эта опутанная корнями голова Будды фактически является символом Аютии.
Оказавшись втянутой в образованный корнями ствол, голова постоянно подвергается давлению. А так как корни продолжают расти, каменное изваяние постепенно врастает в него. Интересно обратить внимание на то, что на фотографиях с конца 1990-х годов у Будды видна только одна раскрытая щека, а фотографии, сделанные до 1980-хх годов, показывают обе щеки.

## Фотогалерея

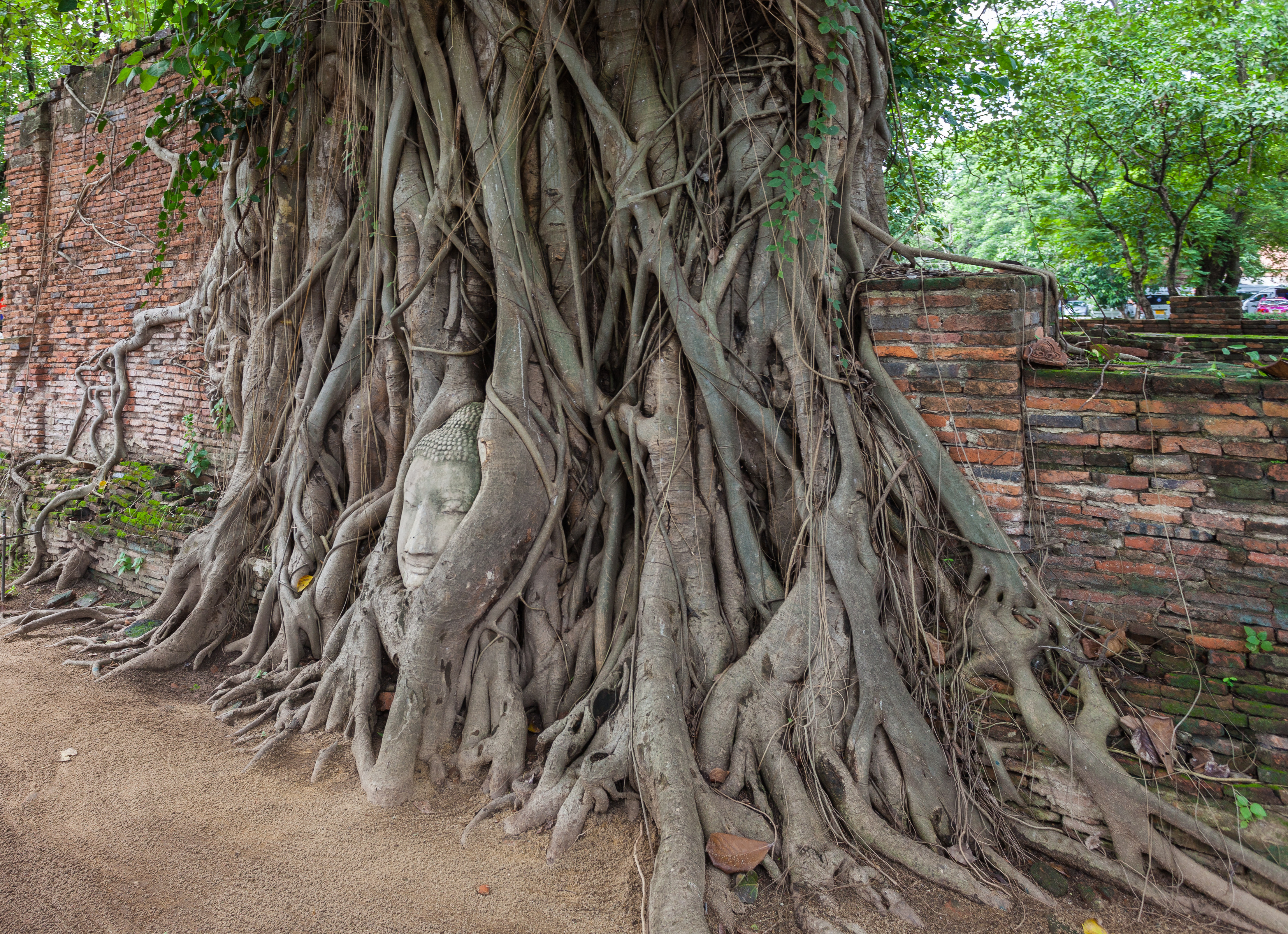
Голова Будды в корнях (общий вид с боку)
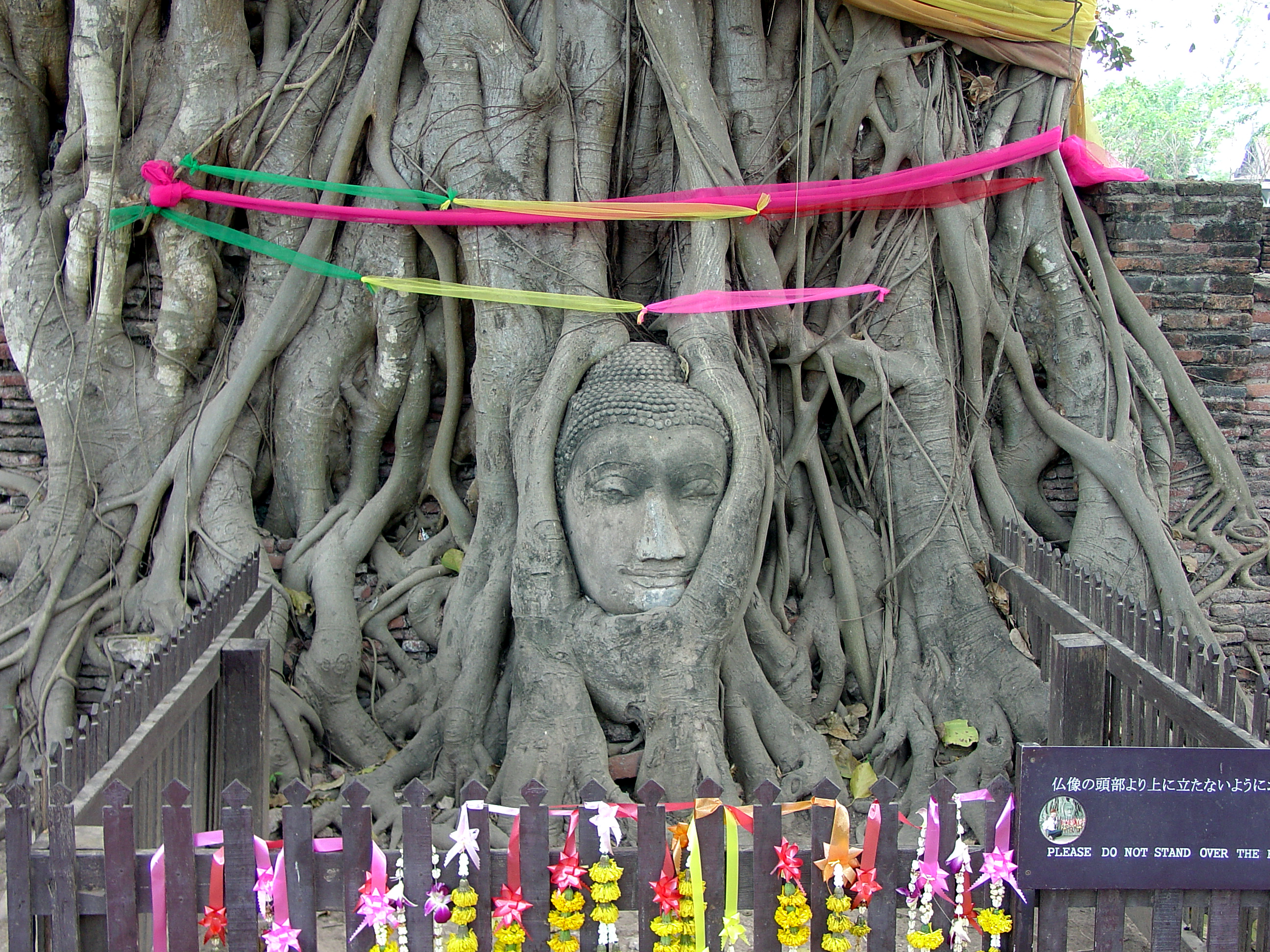
Голова Будды на 2004 год украшенная туристами (общий фронтальный вид)
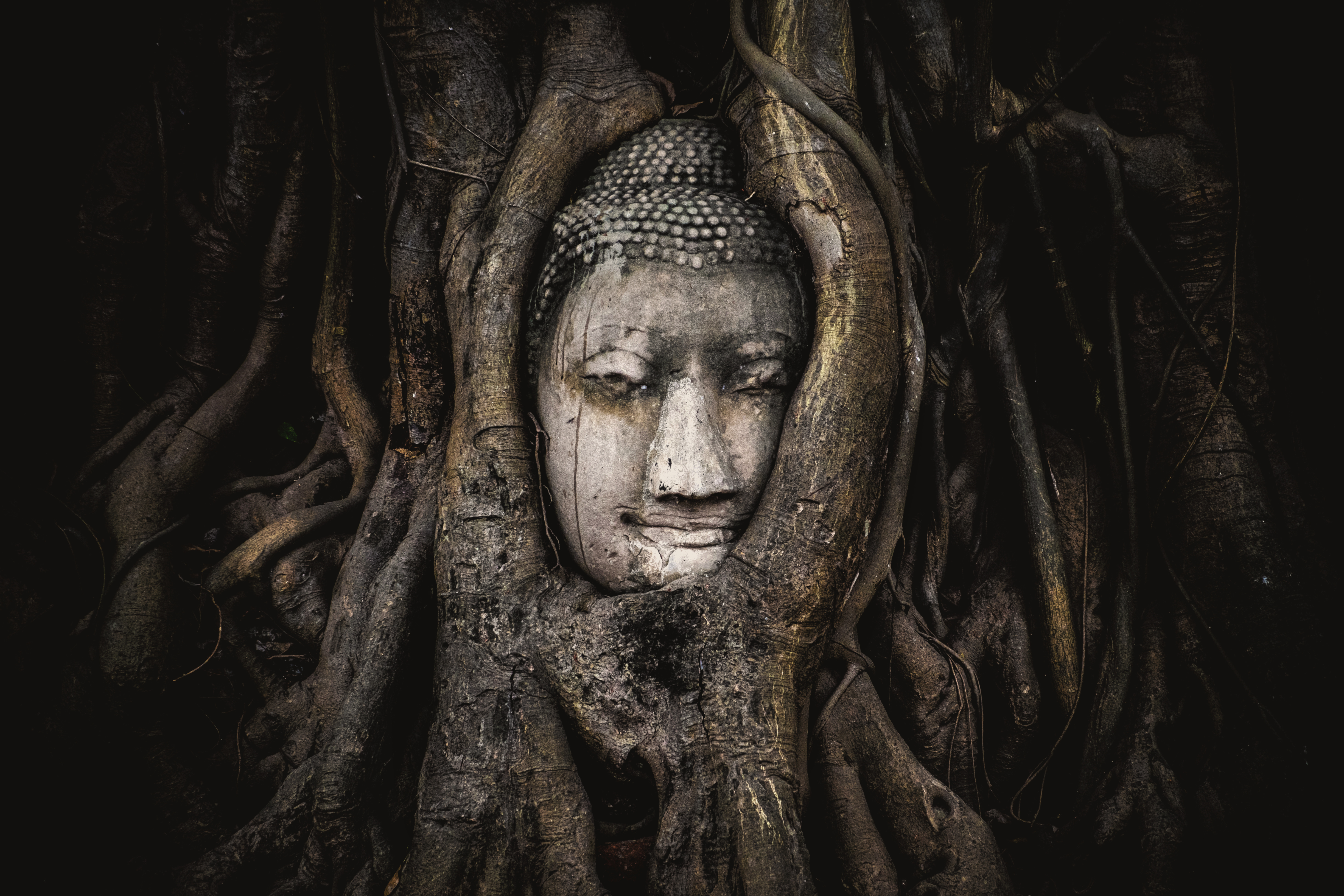
Голова Будды в корнях на 2015 год (фронтальный вид)
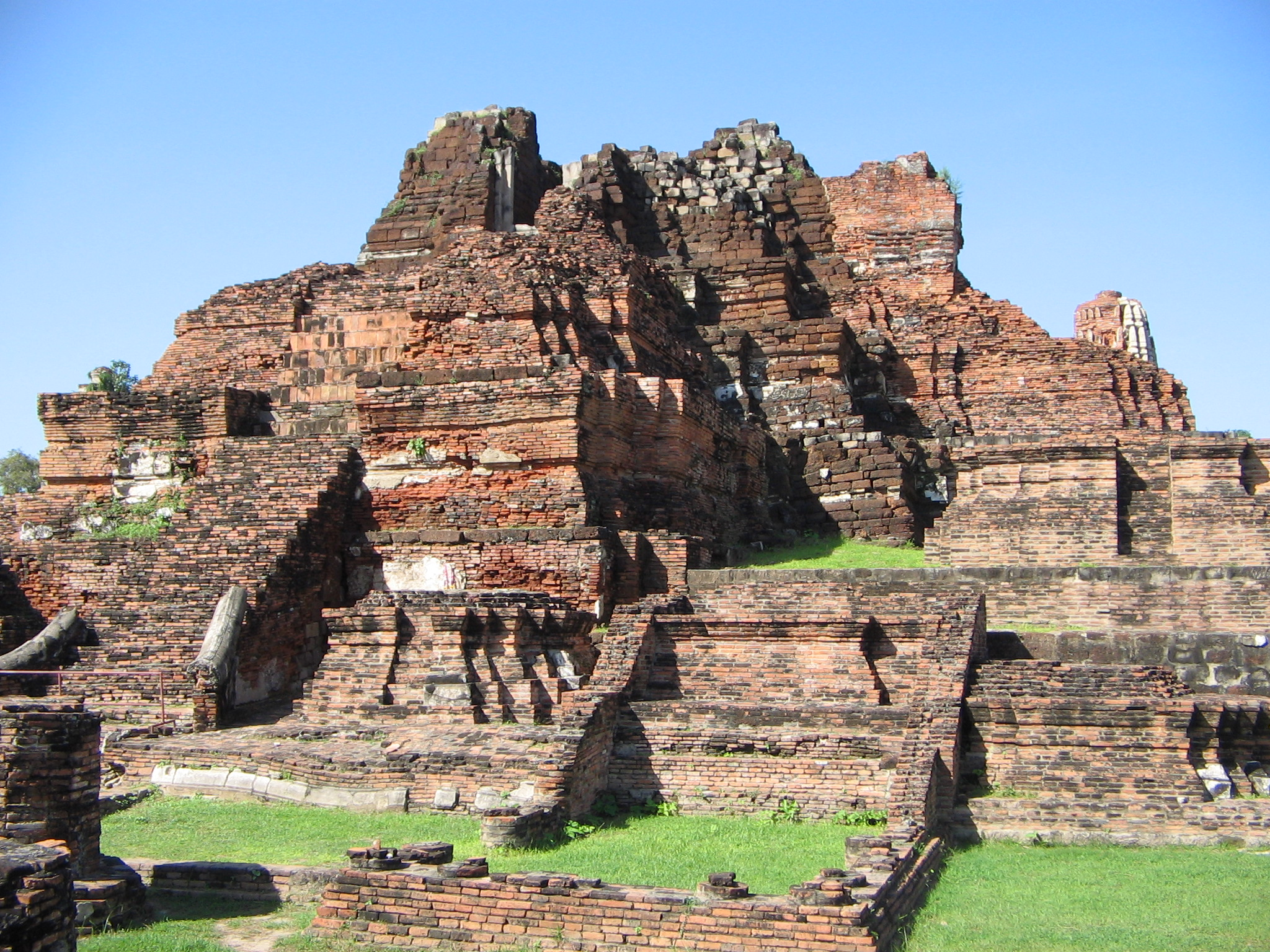
Руины храма Махатхат
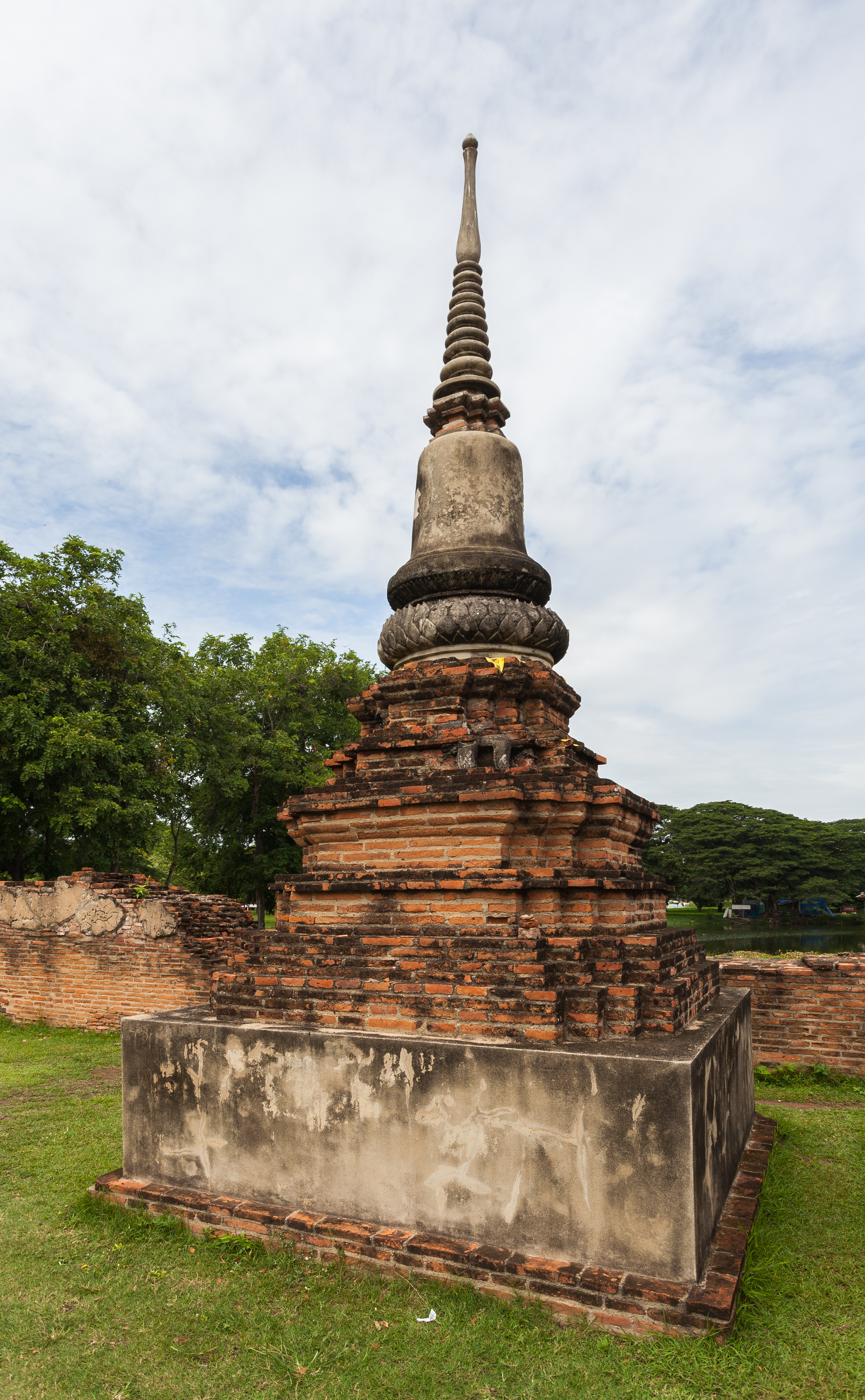
Пагода в парке Махатхат
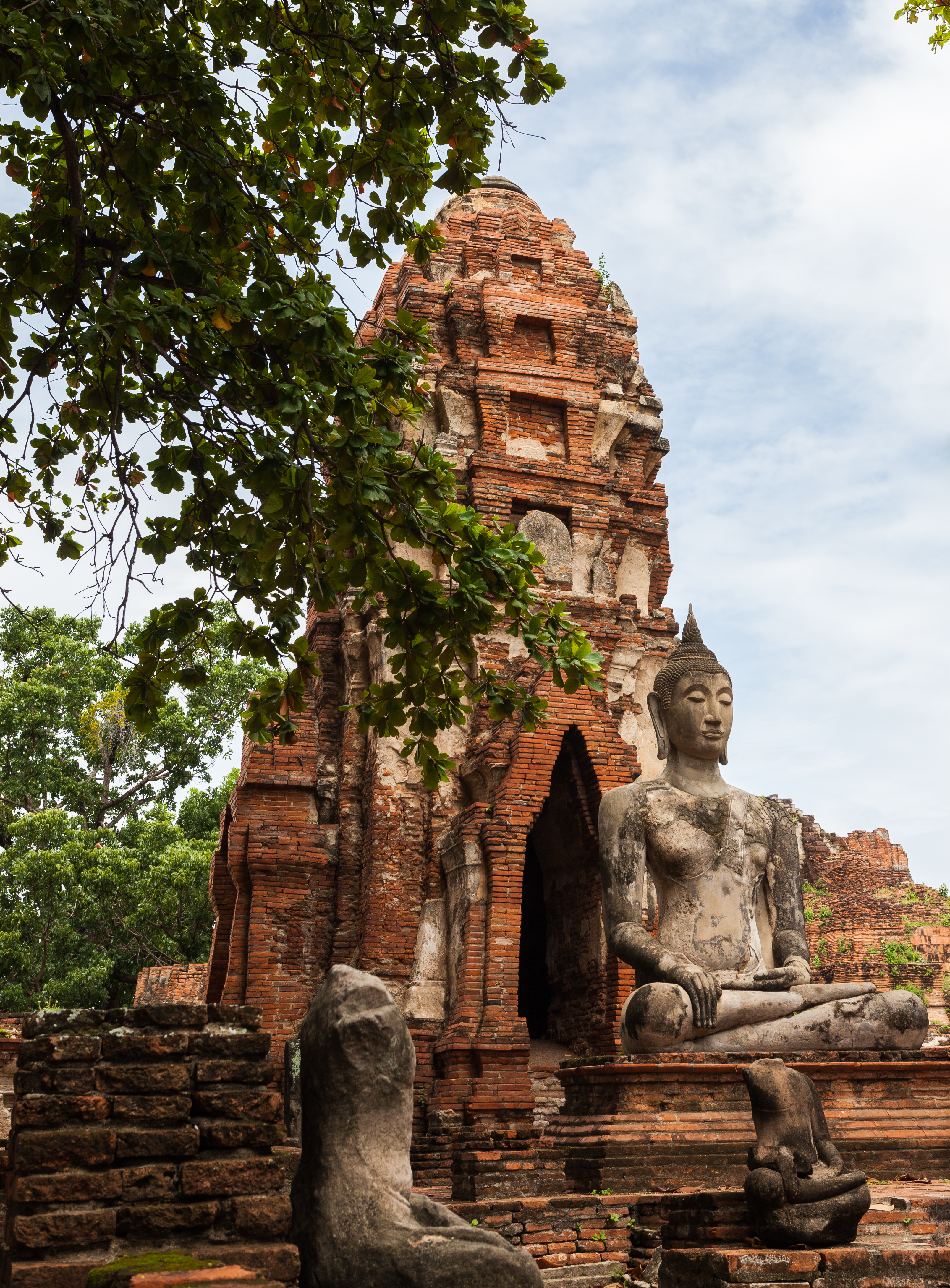
Пранг в Махатхат
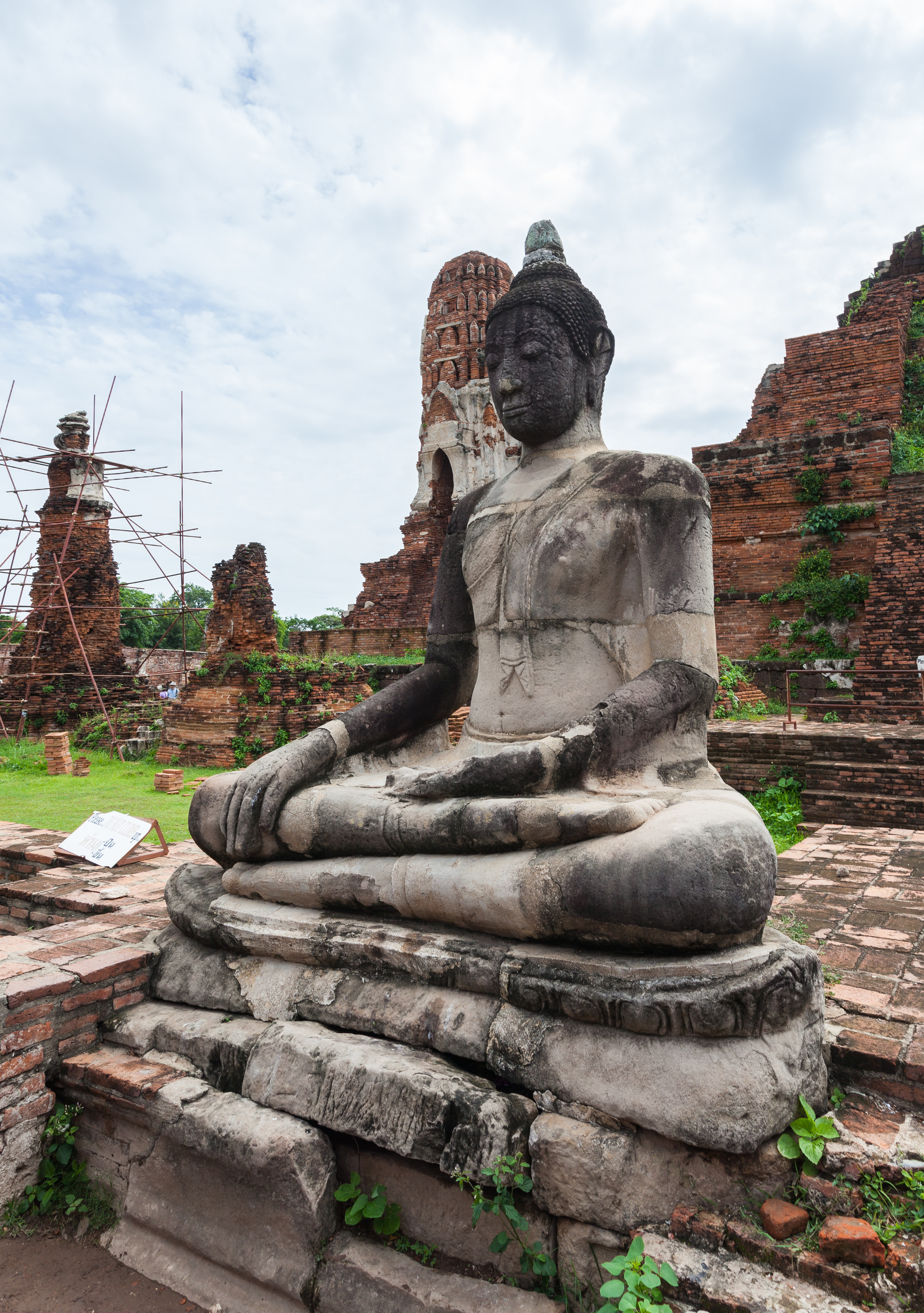
Будда в руинах храма
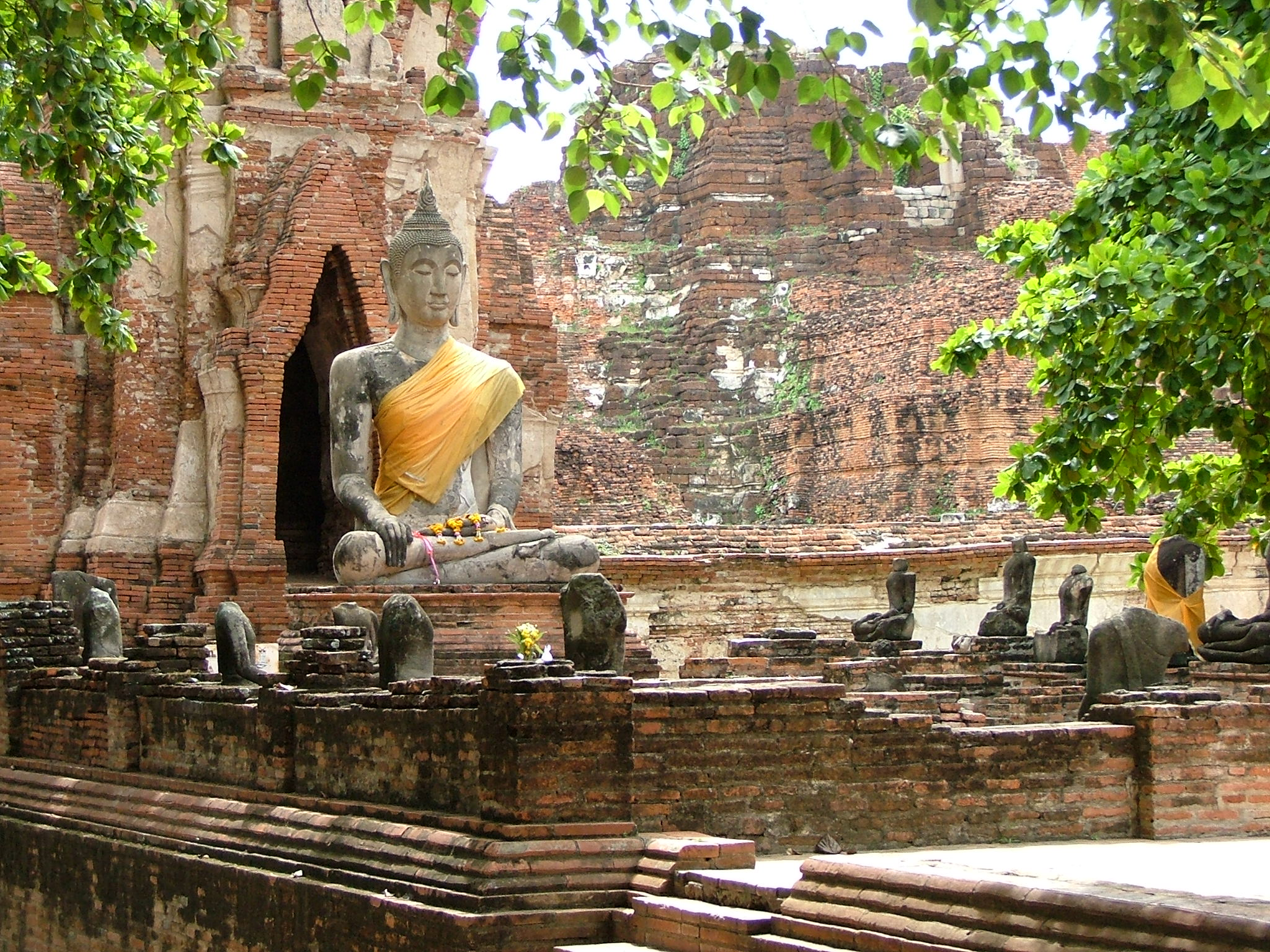
Будда в храмовом комплексе Махатхат
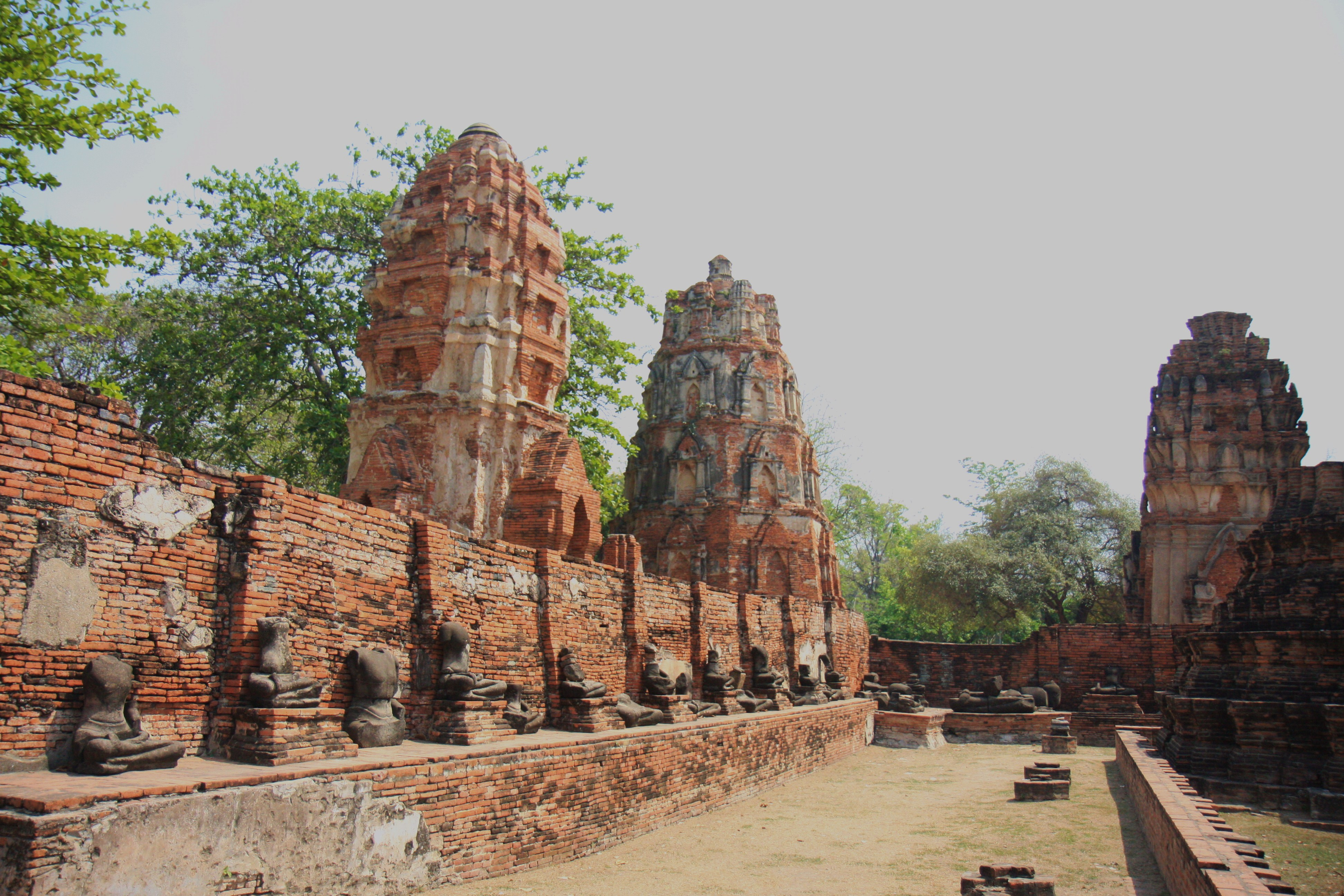
Обезглавленные статуи в руинах храмового комплекса Махатхат
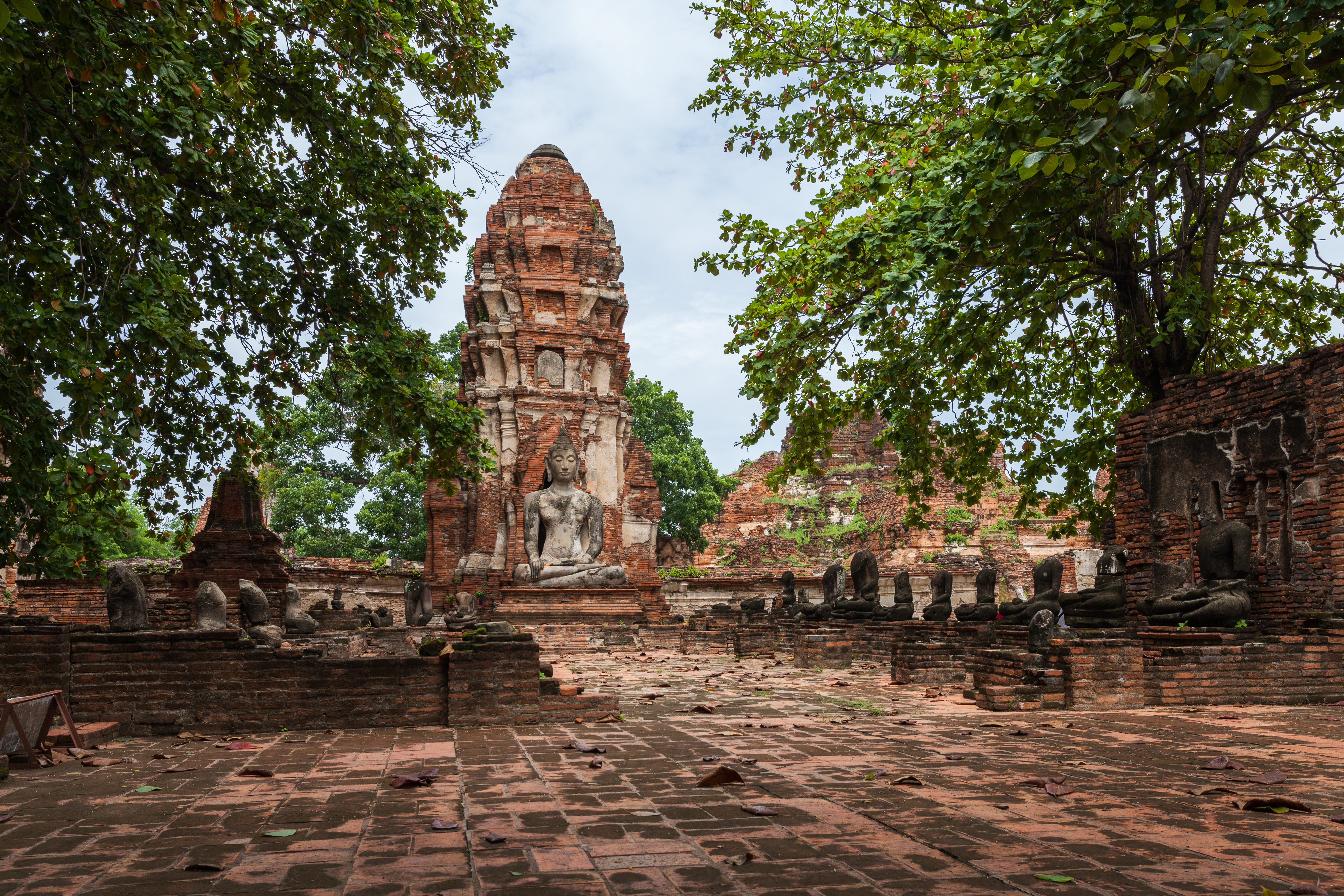
Пранг и статуя Будды
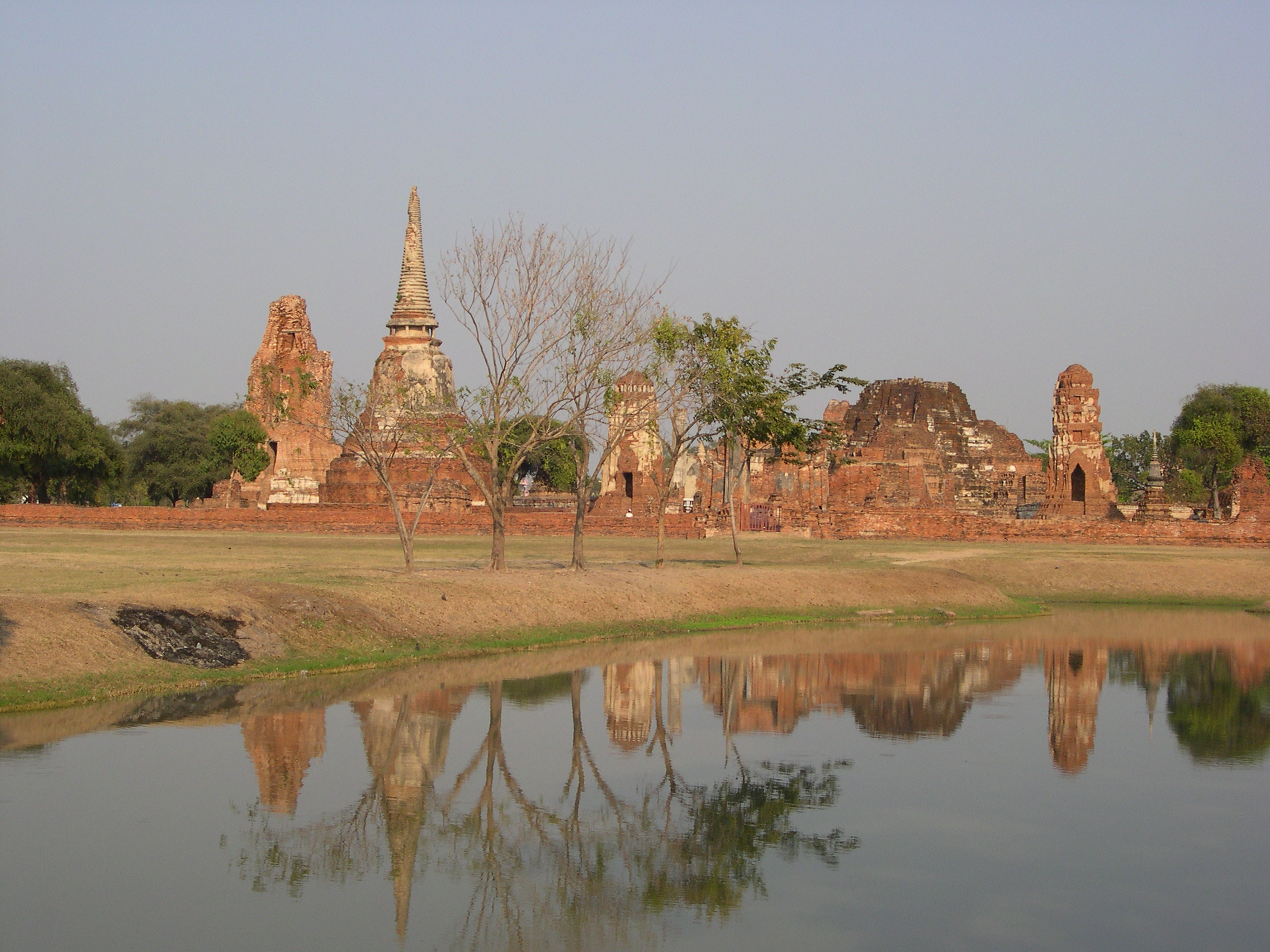
Общий вид на исторический парк Накхон Шри в Аютии
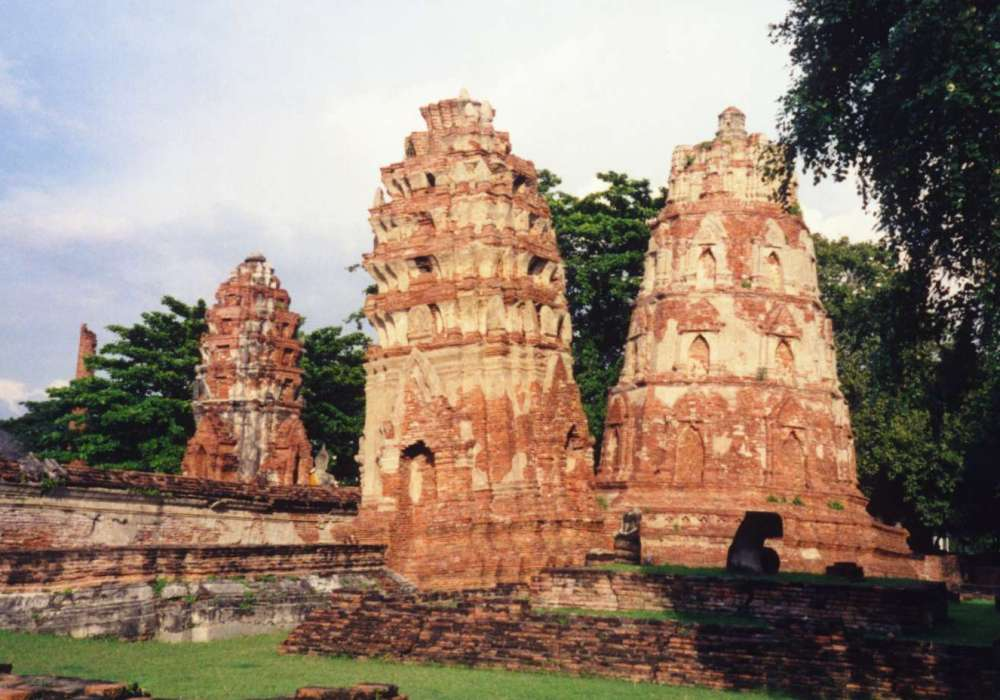
Руины пранга в 2002 году